# Miconia biglomerata
Miconia biglomerata är en tvåhjärtbladig växtart som först beskrevs av Aimé Bonpland, och fick sitt nu gällande namn av Dc.. Miconia biglomerata ingår i släktet Miconia och familjen Melastomataceae. Inga underarter finns listade i Catalogue of Life.